# Pétur Pétursson (Fußballspieler)
Pétur Pétursson (* 27. Juni 1959 in Akranes) ist ein ehemaliger isländischer Fußballspieler und derzeitiger Trainer. Aktuell arbeitet er als Co-Trainer für die isländische Fußballnationalmannschaft.

## Spielerkarriere

### Verein
Pétur war bis 1976 in der Nachwuchsabteilung von Íþróttabandalag Akraness. 1976/1977 stieß er in die erste Mannschaft seines Heimatvereins. Dort wurde er schnell zum Stammspieler und überzeugte durch gute Leistungen. Noch in seiner ersten Saison konnte er mit den Skagamenn den Landesmeistertitel der höchsten isländischen Spielklasse gewinnen. Seine Leistungen blieben auch den europäischen Festlandteams nicht unbemerkt, und so kam es im Sommer 1978 zu einem Wechsel in die niederländische Eredivisie, zu Feyenoord Rotterdam. In seiner ersten Spielzeit war er neben dem tschechischen Trainer Václav Ježek einziger Ausländer im Team der Rotterdamer. Mit den Rot-Weißen konnte er 1980 den KNVB-Pokal gewinnen. Obwohl er auch dort in drei Jahren regelmäßig spielte und Tore erzielte, ließ man ihn zur Sommertransferperiode 1981 zum RSC Anderlecht nach Belgien ziehen, wo er am Ende der Saison Vize-Meister wurde. Doch nach nur einem Jahr dort, schloss sich Pétur Ligakonkurrenten Royal Antwerpen an, wo er zwei Jahre blieb, ehe er nochmals für ein Jahr zu Feyenoord zurückkehrte. Anschließend verabschiedete sich Pétur in Richtung Spanien, zum damaligen Zweitligisten Hércules CF, wo er, mit kurzer Unterbrechung, bis 1987 blieb. Danach zog es ihn wieder auf die heimische Insel und KR Reykjavík sicherte sich die Dienste des Stürmers. Nach vier Jahren beim Hauptstadtklub beendet er 1991 seine aktive Profikarriere.

### Nationalmannschaft
Pétur gab sein Debüt in der Nationalmannschaft Islands 1978. Bis 1990 lief er 41 Mal für sein Heimatland auf und erzielte dabei elf Treffer. Sein letztes Spiel bestritt er im September 1990 gegen Frankreich. Für eine Welt- oder Europameisterschaft konnte er sich nie mit seiner Mannschaft qualifizieren.

## Trainerkarriere
Kurz nach seiner Spielerkarriere schlug Pétur die des Trainers ein. 1994 übernahm er Keflavík ÍF, blieb dort aber nur ein Jahr. Nach einer längeren Pause betreute er ab 2000 den KR Reykjavík, für den er schon als Spieler aktiv gewesen war. Nach zwei Jahren wurde auch dieses Verhältnis wieder getrennt. Seit 2007 assistiert er Ólafur Davíð Jóhannesson, der Cheftrainer der isländischen Nationalmannschaft ist.

## Erfolge

### Als Spieler
- isländischer Landesmeister mit Íþróttabandalag Akraness: 1977
- isländischer Pokalsieger mit Íþróttabandalag Akraness: 1978
- KNVB-Pokal mit Feyenoord Rotterdam: 1980